# Новокопиловська сільська рада
Новокопило́вська сільська рада (рос. Новокопыловский сельский совет) — сільське поселення у складі Зоринського району Алтайського краю Росії.
Адміністративний центр — село Новокопилово.

## Історія
2007 року ліквідована Смирновська сільська рада (село Смирново), територія увійшла до складу Новокопиловської сільради.

## Населення
Населення — 959 осіб (2019; 1133 в 2010, 1156 у 2002).

## Склад
До складу сільської ради входять:
| Населений пункт    | Населення, осіб (2002) | Населення, осіб (2010) |
| ------------------ | ---------------------- | ---------------------- |
| Новокопилово, село | 836                    | 849                    |
| Смирново, село     | 320                    | 284                    |